# غزوة ذات الرقاع
غزوة ذات الرقاع هي غزوة قام بها النبي في السنة الرابعة للهجرة ضد بني ثعلبة وبني محارب من غطفان بعد أن بلغه انهم يعدون العدة لغزو المدينة فخرج إليهم في أربعمائة من المسلمين، وقيل في سبعمائة، واستخلف على المدينة أبو ذر الغفاري.
وعامة أهل المغازي يذكرون هذه الغزوة في السنة الرابعة، ولكن حضور أبي موسي الأشعري وأبي هريرة رضي الله عنهما في هذه الغزوة يدل على وقوعها بعد خيبر، والأغلب أنها وقعت في شهر ربيع الأول سنة 7 هـ.

## الصعوبات
دخل رسول الإسلام محمد بجيشه من المدينة ، واتضحت منذ البداية الصعوبات التي تنتظرهم، فهناك نقصٌ شديد في عدد الرواحل، حتى إن الستّة والسبعة من الرجال كانوا يتوالون على ركوب البعير.
ومما زاد الأمر سوءاً وعورة الأرض وكثرة أحجارها الحادّة، التي أثّرت على أقدامهم حتى تمزّقت خفافهم، وسقطت أظفارهم، فقاموا بلفّ الخِرَق والجلود على الأرجل ؛ ومن هنا جاءت تسمية هذه الغزوة بهذا الاسم، ففي الصحيحين عن أبي موسى الأشعري رضي الله عنه قال : «"وكنا نلفّ على أرجلنا الخِرَق ، فسُمِّيت غزوة ذات الرقاع "».
قال ابن هشام : «"وإنما قيل لها : غزوة ذات الرقاع ، لأنهم رقعوا فيها راياتهم ويقال ذات الرقاع : شجرة بذلك الموضع يقال لها : ذات الرقاع "».

## الأحداث
سار النبي محمد متوغلاً في بلادهم حتى وصل إلى موضع يقال له نَخْل، ولقي جمعاً من غطفان، إلا أنه صلّى بالصحابة صلاة الخوف لأول مرة في الإسلام، فعن جابر قال: «"خرج النبي صلى الله عليه وسلم إلى ذات الرقاع من نَخْلٍ، فلقي جمعاً من غطفان، فلم يكن قتال، وأخاف الناس بعضهم بعضاً، فصلى النبي صلى الله عليه وسلم ركعتي الخوف"» رواه البخاري.
فلما علمت قبائل غطفان بقدوم المسلمين انسحبت فلم يقع قتال، وعاد المسلمون منتصرين. وفي طريق العودة اشتد الحر عليهم، وجاء وقت القيلولة فنزلوا في وادْ كثير الأشجار، وتفرق المسلمون يستظلون فيه.
وقد نام الرسول تحت شجرة وعلق سيفه بها، فإذا بأعرابي كافر يأتي فيأخذ السيف، فشعر به الرسول، واستيقظ من نومه، فقال الأعرابي: «"من يمنعك مني؟ فقال رسول الله: "الله". وإذا بالأعرابي يرتعد ويسقط السيف من يده، فأخذه النبي ثم عفا عن الأعرابي وتركه"» [متفق عليه].
وقد نزلت في هذه الحادثة الآية الحادية عشرة من سورة المائدة : «يَا أَيُّهَا الَّذِينَ آمَنُواْ اذْكُرُواْ نِعْمَتَ اللَّهِ عَلَيْكُمْ إِذْ هَمَّ قَوْمٌ أَن يَبْسُطُواْ إِلَيْكُمْ أَيْدِيَهُمْ فَكَفَّ أَيْدِيَهُمْ عَنكُمْ وَاتَّقُواْ اللَّهَ وَعَلَى اللَّهِ فَلْيَتَوَكَّلِ الْمُؤْمِنُونَ»، حيث روي عن جابر بن عبد الله الأنصاري أن رجلاً من محارب يقال له: غَوْرَث بن الحارث قال لقومه من بني غطفان ومحارب: ألا أقتل لكم محمداً؟ قالوا: نعم، وكيف تقتله؟ قال: أَفتِك به. فأقبل إلى رسول الله صلى الله عليه وسلم وهو جالس وسيفه في حِجره، فقال: يا محمد، انظر إلى سيفك هذا. قال: نعم. (فأخذه) فاستله، ثم جعل يهزّه ويهمّ به فيكبته الله عز وجل، ثم قال: يا محمد، ألا تخافني؟! قال: لا. قال: ألا تخافني وفي يدي السيف؟! قال: يمنعني الله منك. ثم أغمد السيف وردّه إلى رسول الله صلى الله عليه وسلم. فأنزل الله هذه الآية. 

## سبب التسمية
- قال ابن هشام : وإنما قيل لها : غزوة ذات الرقاع، لأنهم رقعوا فيها راياتهم ويقال ذات الرقاع : شجرة بذلك الموضع يقال لها : ذات الرقاع.
- وفي حديث أبي موسى: إنما سميت بذلك لما كانوا يربطون على أرجلهم من الخرق من شدة الحر.